# (7920) 1981 XM2
A (7920) 1981 XM2 a Naprendszer kisbolygóövében található aszteroida. A Bíbor-hegyi Obszervatórium fedezte fel 1981. december 3-án.